# Утро Сибири (Томск)
«Утро Сибири» – газета общественно-экономическая, политическая и литературная. Выходила ежедневно с декабря 1911 г. по июль 1917 г., кроме дней послепраздничных.
Редактор – В. Е. Воложанин. Издательство: Паровая типография Н. И. Орловой (1911-1915), типография П. К. Орловой (1915-1917 г.). Цена номера в Томске – 4 к., в других городах – 5 к.
Формат приближен к современному  А 2. Содержание номеров от 4 до 6 страниц.

## История
Газета «Утро Сибири» возникла в 1911 году, редактором которой стал В. Е. Воложанин (ранее работавший в издательстве газеты «Сибирское слово»), о  чём сообщается в заметке «От редакции»: «Ввиду возникших разногласий между мною и одним из издателей газеты "Сибирское слово" – В. Т. Молотковским,  я от редактирования данной газеты нашел необходимым отказаться. С настоящего числа под моим редактированием будет выходить другая газета "Утро Сибири" по прежней программе и при том же составе сотрудников»..
Со страниц первого номера можно узнать о том, что: «Газета ставит своей задачей давать возможно полное освящение русской, сибирской и заграничной жизни с точки зрения прогрессивной демократии. Как орган Сибири, газета обратит особое внимание на принципиальное освещение и детальную разработку местных вопросов в области экономической, политической и литературно эстетической. Имея в виду дать возможность наследию тех мест Сибири, где нет собственных газет, следить за интересами своей общественной жизни, газетой организована в этих местах сеть постоянных корреспондентов. О всех особенно выдающихся событиях газета будет осведомлена по телеграфу через постредство своих корреспондентов. В Государственной Думе имеются собственные корреспонденты. В течение года газета поместит ряд биографий и характеристик выдающихся русских писателей, ученых и общественных деятелей по возможности с портретами их в тексте газеты».
Издание касалось широкого круга вопросов в многочисленных рубриках. В них отражалась информация о событиях общественной и политической жизни в Сибири, России, а также местная хроника. Не обходила газета стороной и события, происходившие за рубежом, издавая одноименную колонку. Ежедневное издание позволяло оперативно публиковать информацию о происшествиях в Томске.
Афиши театров, объявления о предстоящих концертах, гастролях артистов цирка публиковались на первой странице. Разнообразие частных объявлений, рекламы, фельетоны, оригинальные произведения местных авторов и репортажи, телеграммы, график движения поездов и многое другое можно увидеть на газетных страницах, ознакомиться с культурной жизнью жителей города начала XX века.
Газета «Утро Сибири» является ценным источником для изучения истории развития периодической печати в городе Томске и Сибири.
Предыдущие связанные заглавия: «Сибирские отголоски», «Сибирское слово». Последующее заглавие: «Новая жизнь», далее «Путь народа».